# Баржон
Баржон (фр. Barjon) насеље је и општина у источном делу централне Француске у региону Бургоња, у департману Златна обала која припада префектури Дижон.
По подацима из 2011. године у општини је живело 39 становника, а густина насељености је износила 8,53 становника/km². Општина се простире на површини од 4,57 km². Налази се на средњој надморској висини од 456 метара (максималној 467 m, а минималној 333 m).

## Демографија
| 1962. | 1968. | 1975. | 1982. | 1990. | 1999. | 2011. |
| ----- | ----- | ----- | ----- | ----- | ----- | ----- |
| 42    | 42    | 32    | 32    | 34    | 37    | 39    |

График промене броја становника у току последњих година